# موسی‌آباد (آشتیان)
موسی‌آباد، روستایی از توابع بخش مرکزی شهرستان آشتیان در استان مرکزی ایران است.

## جمعیت
این روستا در دهستان گرکان قرار دارد و براساس سرشماری مرکز آمار ایران در سال ۱۳۹۵، جمعیت آن ۹۰ نفر (۳۸ خانوار) بوده‌است.